# Будва
Будва је град и сједиште истоимене општине у Црној Гори. Према попису из 2023. било је 19.218 становника. Приобално подручје, названо Будванска ривијера, средиште је туризма у Црној Гори, а познато је по добро очуваним средњовјековним зидинама, пјешчаним плажама и ноћном животу. Будва је стара 2.500 година, што је чини једним од најстаријих насеља на обали Јадранског мора.

## Географија
Будва је приморски град на Јадранском мору у Црној Гори. Подручје око града, дуж обале, познато је и као Будванска ривијера. Ривијера је центар црногорског туризма, и позната по пешчаним плажама, ноћном животу.
Најчувенија плажа Будве је Могрен. Током 2010. у будванској општини било је 557.000 гостију са 3,4 милиона ноћења, што Будву чини најпопуларнијом туристичком дестинацијом у Црној Гори.
Значајни туристички објекти се налазе унутар млетачких зидина из 15. века, које окружује будвански Стари град. Стари град је био тешко оштећен у разорном земљотресу 1979. године, али је потпуно обновљен. Осам година је трајала велика обнова старог града. У близини Будве налази се туристички центар Бечићи.
Будва је више пута мењала господара, а најдуже су се на подручју града задржали Млечани и Аустријанци, који су напустили град 1918. године.

## Историја
Трагови раних насеља на ширем подручју будванског приморја потичу из протоисторијског периода, а утврђени град на мјесту Будве постојао је већ у античко доба. Историчари сматрају да је првобитно античко мјесто настало на остврву које се налазило непосредно уз обалу, а које је временом спојено са копном путем насипања и стварања земљоуза. Иако су антички Грци дуж обала Јадранског мора оснивали разне колоније, сматра се да на подручју данашњег црногорског приморја нијесу усјпели у трајном насељавању већих скупина колониста. Умјесто тога, постојале су само мање грчке тржишне испоставе — емпорији. Једна од њих је, током 6—5. вијека прије нове ере, била у Будви (Butua). Први помен овог града налазимо у 5. вијеку прије нове ере, код Софокла, а Псеудо-Ксилакс наводи да се од њега до Драча путује морем дан и ноћ, а копном три дана.
У залеђу античке Будве живјели су Илири. Земља илирског племена Енхилејаца, на којој је основан град Будва, помиње се још у митовима везаним за Кадмоса и Хармонију, досељенике из грчке Тебе. Кадмосов син је по миту имао име Илириос: епоним старих Илира. По једном фрагменту Филона, који наводи Стефан Византинац, Кадмос је дошао међу Енхилејце у град Будву на воловским колима да би им (по податку Аполодора) помогао у рату против других племена Илира ("Illyri proprie dicti").
Након илирско-римских ратова, Будва потпада под власт Рима. Дуж илирских обала Јадрана, Римљани су оснивали своја насеља (конвенти или опида: oppida civium Romananorum), настањена колонизованим римским грађанима, а на том простору су потом успоставили провинцију Далмацију, којој је припадала и античка Будва (Butua или Butuanum). На тим просторима се упоредо са досељавањем римских колониста одвијала и постепена романизација домаћег илирског становништва. Након управне реформе која је спроведена у вријеме цара Диоклецијана (284-305), Будва је припала новоствореној провинцији Превалитани, чији је главни град била античка Скодра (данашњи Скадар). Потоњом подјелом Римског Царства (395), Превалитана је заједно са Будвом припала Источном римском царству, односно Византији, под чијом је влашћу остала све до почетка 7. вијека.
Разарањем античке Превалитане од стране Авара почетком 7. вијека и насељавањем Словена дуж јадранских обала, знатан дио романизованих старосједелаца повукао се у преостале приморске градове. У залеђу јужног Јадрана настанила су се српска племена, а тачно вријеме обнове византинске власти у Будви није познато. По осамостаљењу кнежевине Дукље, Будва улази у њен састав, а касније поново потпада под византијску власт. Око 1185. године улази у састав српске државе великог жупана Стефана Немање, те потом припада средњовјековној Краљевини Србији и Српском царству. По узору на Душанов законик, сачињен је у вријеме цара Стефана Душана и знаменити Статут града Будве.
Након распада Српског царства, Будва је променила неколико господара, тако да се у разним периодима налазила под влашћу Балшића (1360—1392, 1398—1405, 1412—1419), Црнојевића (1392—1396), Косача (1396—1398), Српске деспотовине (1423—1442) и Млетачке републике (1405—1412, 1419—1423, 1442—1797). Након првог пада већег дела Српске деспотовине под турску власт (1439), српски деспот Ђурађ Бранковић је 1440. године пристигао на зетско приморје како би сачувао власт у областима око Будве и Бара, али недуго након његовог одласка (1441) поменуте области су потпале под трајну млетачки власт, коју је Будва прихватила 1442. године. У запоседнутом граду, Млечани су за ректоре (начелнике) постављали своје племство, у периоду од 1442. до 1797. године, а имена свих ових ректора позната су на основу грађе из млетачких архива.
После пада Млетачке републике (1797) у Будви се смјењују окупационе власти: хабзбуршка (1797—1806), руска (1806—1807) и француска (1807—1813), а потом накратко постаје дио заједничке бокељско-црногорске политичке заједнице (1813—1814). Град се потом налази под влашћу Аустријске царевине (1814—1867) и Аустроугарске монархије (1867—1918). За вријеме Првог свјетског рата, Црногорска војска привремено ослобађа Будву 1915. године, а трајно ослобођење наступа 1918. године, када град улази у састав новостворене Краљевине СХС, а од 1929. године припада Зетској бановини. За вријеме Другог свјетског рата, град се налазио под италијанском (1941—1943) и њемачком окупацијом (1943—1944), а по ослобођењу је укључен у састав југословенске федералне јединице Црне Горе.

## Стари град
Име Стари град Будва је носила у Средњем веку. Већина архитектуре Старог града је Венецијанког порекла. Врата, прозори, балкони и многе друге мале, али приметне ствари су римског стила Венецијанске Републике. Постоје три основне цркве у Старом граду. Прва је Светог Ивана, која је саграђена у 7. вијеку и све до укидања Будванске бискупије била је катедрала, друга Богородичина црква (Santa Maria in Punta) која датира из 840. и трећа, Свете Тројице, која је саграђена 1804. године. Венецијански зидови Старог града су занимљива туристичка атракција.
Стари град је такође познат по земљотресима који су га прилично оштетили, нарочито разорни земљотрес 1979. године. Поједине куће биле су потпуно срушене, а дио зидина напукао. За комплетно санирање кућа, улица и бедема било је потребно 8 година (до 1987).

## Демографија
Будва је административни центар општине Будва, која укључује насеља Бечићи и Петровац.
Попис становништва 1991 — 11.710 становника:
- 7,318 Црногорци (62.49%)
- 2,631 Срби (22.46%)
- 1,006 Југословени (8.59%)
- 176 Муслимани (1.5%)
- 134 Хрвати (1.14%)
- 74 Албанци (0.63%)
- 371 остали (3.19%)

У насељу Будва живи 8154 пунолетна становника, а просечна старост становништва износи 34,5 година (33,4 код мушкараца и 35,4 код жена). У насељу има 3587 домаћинстава, а просечан број чланова по домаћинству је 3,03.
Становништво у овом насељу веома је хетерогено, а у последња три пописа, примећен је пораст у броју становника.
|  |

| Демографија | Демографија | Демографија |
| Година      | Становника  | Становника  |
| ----------- | ----------- | ----------- |
|             |             |             |
|             |             |             |
|             |             |             |
|             |             |             |
| 1948.       | 687         |             |
| 1953.       | 812         |             |
| 1961.       | 1.349       |             |
| 1971.       | 2.550       |             |
| 1981.       | 4.684       |             |
| 1991.       | 7.178       | 7.086       |
| 2003.       | 11.058      | 10.918      |
| 2011.       |             | 13.338      |
|             |             |             |

| Национални састав према попису из 2023. ‍ | Национални састав према попису из 2023. ‍ | Национални састав према попису из 2023. ‍ | Национални састав према попису из 2023. ‍ | Национални састав према попису из 2023. ‍ |
| ---------------------------------------- | ---------------------------------------- | ---------------------------------------- | ---------------------------------------- | ---------------------------------------- |
|                                          |                                          |                                          |                                          |                                          |
| Срби                                     | Срби                                     |                                          | 9.822                                    | 35,79%                                   |
| Црногорци                                | Црногорци                                |                                          | 9.774                                    | 35,61%                                   |
| Руси                                     | Руси                                     |                                          | 3.738                                    | 13,62%                                   |
| Украјинци                                | Украјинци                                |                                          | 1.029                                    | 3,75%                                    |
| Белоруси                                 | Белоруси                                 |                                          | 224                                      | 0,82%                                    |
| Египћани                                 | Египћани                                 |                                          | 190                                      | 0,69%                                    |
| Хрвати                                   | Хрвати                                   |                                          | 144                                      | 0,52%                                    |
| Турци                                    | Турци                                    |                                          | 345                                      | 1,26%                                    |
| непознато                                | непознато                                |                                          | 1.419                                    | 5,16%                                    |

| Национални састав према попису из 2003.‍ | Национални састав према попису из 2003.‍ | Национални састав према попису из 2003.‍ | Национални састав према попису из 2003.‍ | Национални састав према попису из 2003.‍ |
| --------------------------------------- | --------------------------------------- | --------------------------------------- | --------------------------------------- | --------------------------------------- |
|                                         |                                         |                                         |                                         |                                         |
| Црногорци                               | Црногорци                               |                                         | 5.260                                   | 48,17%                                  |
| Срби                                    | Срби                                    |                                         | 4.177                                   | 38,25%                                  |
| Муслимани                               | Муслимани                               |                                         | 167                                     | 1,52%                                   |
| Хрвати                                  | Хрвати                                  |                                         | 134                                     | 1,22%                                   |
| Југословени                             | Југословени                             |                                         | 69                                      | 0,63%                                   |
| Албанци                                 | Албанци                                 |                                         | 43                                      | 0,39%                                   |
| Роми                                    | Роми                                    |                                         | 27                                      | 0,24%                                   |
| Бошњаци                                 | Бошњаци                                 |                                         | 24                                      | 0,21%                                   |
| Мађари                                  | Мађари                                  |                                         | 19                                      | 0,17%                                   |
| Македонци                               | Македонци                               |                                         | 18                                      | 0,16%                                   |
| Руси                                    | Руси                                    |                                         | 13                                      | 0,11%                                   |
| непознато                               | непознато                               |                                         | 77                                      | 0,70%                                   |

| Национални састав према попису из 2011.‍ | Национални састав према попису из 2011.‍ | Национални састав према попису из 2011.‍ | Национални састав према попису из 2011.‍ | Национални састав према попису из 2011.‍ |
| --------------------------------------- | --------------------------------------- | --------------------------------------- | --------------------------------------- | --------------------------------------- |
|                                         |                                         |                                         |                                         |                                         |
| Црногорци                               | Црногорци                               |                                         | 6.847                                   | 51,33%                                  |
| Срби                                    | Срби                                    |                                         | 4.779                                   | 35,83%                                  |
| Руси                                    | Руси                                    |                                         | 132                                     | 0,99%                                   |
| Хрвати                                  | Хрвати                                  |                                         | 130                                     | 0,97%                                   |
| неизјашњени                             | неизјашњени                             |                                         | 765                                     | 5,73%                                   |

| \| \| м \| \| \| ж \| \| ? \| 28 \| \| \| 43 \| \| 80+ \| 35 \| \| \| 78 \| \| 75—79 \| 69 \| \| \| 99 \| \| 70—74 \| 129 \| \| \| 145 \| \| 65—69 \| 183 \| \| \| 165 \| \| 60—64 \| 191 \| \| \| 222 \| \| 55—59 \| 231 \| \| \| 277 \| \| 50—54 \| 386 \| \| \| 386 \| \| 45—49 \| 457 \| \| \| 498 \| \| 40—44 \| 360 \| \| \| 505 \| \| 35—39 \| 331 \| \| \| 446 \| \| 30—34 \| 379 \| \| \| 436 \| \| 25—29 \| 387 \| \| \| 431 \| \| 20—24 \| 458 \| \| \| 456 \| \| 15—19 \| 408 \| \| \| 444 \| \| 10—14 \| 407 \| \| \| 357 \| \| 5—9 \| 392 \| \| \| 359 \| \| 0—4 \| 396 \| \| \| 344 \| \| Просек : \| 436 \| \| \| 24 \| |     |  |  |     |
| |     |  |  |     |
| | м   |  |  | ж   |
| ? | 28  |  |  | 43  |
| 80+ | 35  |  |  | 78  |
| 75—79 | 69  |  |  | 99  |
| 70—74 | 129 |  |  | 145 |
| 65—69 | 183 |  |  | 165 |
| 60—64 | 191 |  |  | 222 |
| 55—59 | 231 |  |  | 277 |
| 50—54 | 386 |  |  | 386 |
| 45—49 | 457 |  |  | 498 |
| 40—44 | 360 |  |  | 505 |
| 35—39 | 331 |  |  | 446 |
| 30—34 | 379 |  |  | 436 |
| 25—29 | 387 |  |  | 431 |
| 20—24 | 458 |  |  | 456 |
| 15—19 | 408 |  |  | 444 |
| 10—14 | 407 |  |  | 357 |
| 5—9 | 392 |  |  | 359 |
| 0—4 | 396 |  |  | 344 |
| Просек : | 436 |  |  | 24  |

| Број домаћинстава према пописима из периода 1948—2003. | Број домаћинстава према пописима из периода 1948—2003. | Број домаћинстава према пописима из периода 1948—2003. | Број домаћинстава према пописима из периода 1948—2003. | Број домаћинстава према пописима из периода 1948—2003. | Број домаћинстава према пописима из периода 1948—2003. | Број домаћинстава према пописима из периода 1948—2003. | Број домаћинстава према пописима из периода 1948—2003. |
| Година пописа                                          | 1948.                                                  | 1953.                                                  | 1961.                                                  | 1971.                                                  | 1981.                                                  | 1991.                                                  | 2003.                                                  |
| ------------------------------------------------------ | ------------------------------------------------------ | ------------------------------------------------------ | ------------------------------------------------------ | ------------------------------------------------------ | ------------------------------------------------------ | ------------------------------------------------------ | ------------------------------------------------------ |
| Број домаћинстава                                      | 244                                                    | 282                                                    | 464                                                    | 868                                                    | 1.497                                                  | 2.339                                                  | 3.606                                                  |

| Број домаћинстава по броју чланова према попису из 2003. | Број домаћинстава по броју чланова према попису из 2003. | Број домаћинстава по броју чланова према попису из 2003. | Број домаћинстава по броју чланова према попису из 2003. | Број домаћинстава по броју чланова према попису из 2003. | Број домаћинстава по броју чланова према попису из 2003. | Број домаћинстава по броју чланова према попису из 2003. | Број домаћинстава по броју чланова према попису из 2003. | Број домаћинстава по броју чланова према попису из 2003. | Број домаћинстава по броју чланова према попису из 2003. | Број домаћинстава по броју чланова према попису из 2003. | Број домаћинстава по броју чланова према попису из 2003. |
| Број чланова                                             | 1                                                        | 2                                                        | 3                                                        | 4                                                        | 5                                                        | 6                                                        | 7                                                        | 8                                                        | 9                                                        | 10 и више                                                | Просек                                                   |
| -------------------------------------------------------- | -------------------------------------------------------- | -------------------------------------------------------- | -------------------------------------------------------- | -------------------------------------------------------- | -------------------------------------------------------- | -------------------------------------------------------- | -------------------------------------------------------- | -------------------------------------------------------- | -------------------------------------------------------- | -------------------------------------------------------- | -------------------------------------------------------- |
| Број домаћинстава                                        | 3.587                                                    | 779                                                      | 668                                                      | 622                                                      | 973                                                      | 373                                                      | 127                                                      | 24                                                       | 10                                                       | 5                                                        | 6                                                        |

| Пол    | Укупно | Неожењен/Неудата | Ожењен/Удата | Удовац/Удовица | Разведен/Разведена | Непознато |
| ------ | ------ | ---------------- | ------------ | -------------- | ------------------ | --------- |
| Мушки  | 4.032  | 1.324            | 2.486        | 73             | 93                 | 56        |
| Женски | 4.631  | 1.379            | 2.467        | 494            | 247                | 44        |
| УКУПНО | 8.663  | 2.703            | 4.953        | 567            | 340                | 100       |

| Пол    | Укупно                    | Пољопривреда, лов и шумарство | Рибарство                            | Вађење руде и камена | Прерађивачка индустрија       |
| ------ | ------------------------- | ----------------------------- | ------------------------------------ | -------------------- | ----------------------------- |
| Мушки  | 2.043                     | 10                            | 4                                    | 1                    | 91                            |
| Женски | 1.916                     | 3                             | 0                                    | 0                    | 51                            |
| Укупно | 3.959                     | 13                            | 4                                    | 1                    | 142                           |
|        |                           |                               |                                      |                      |                               |
| Пол    | Производња и снабдевање   | Грађевинарство                | Трговина                             | Хотели и ресторани   | Саобраћај, складиштење и везе |
| Мушки  | 94                        | 146                           | 331                                  | 520                  | 183                           |
| Женски | 27                        | 35                            | 487                                  | 466                  | 119                           |
| Укупно | 121                       | 181                           | 818                                  | 986                  | 302                           |
|        |                           |                               |                                      |                      |                               |
| Пол    | Финансијско посредовање   | Некретнине                    | Државна управа и одбрана             | Образовање           | Здравствени и социјални рад   |
| Мушки  | 21                        | 99                            | 210                                  | 52                   | 29                            |
| Женски | 37                        | 95                            | 154                                  | 158                  | 95                            |
| Укупно | 58                        | 194                           | 364                                  | 210                  | 124                           |
|        |                           |                               |                                      |                      |                               |
| Пол    | Остале услужне активности | Приватна домаћинства          | Екстериторијалне организације и тела | Непознато            | Непознато                     |
| Мушки  | 179                       | 0                             | 1                                    | 72                   | 72                            |
| Женски | 149                       | 2                             | 3                                    | 35                   | 35                            |
| Укупно | 328                       | 2                             | 4                                    | 107                  | 107                           |

## Спорт
Најпознатији спортски клубови из будве су ОК Будва, ВК Будва и ФК Могрен.

## Култура

### Манифестације
- Пјесма Медитерана
- Си Денс фестивал
- Монтенегро Баскер Фест
- Фестивал етно медитеранске музике »Ноћи медитерана«
- Фестивал »Укус Медитерана« — Гастро фестивал
- Дан шируна

## Познате личности
- Дејан Лазовић, црногорски ватерполиста
- Никола Шоћ, црногорски глумац и манекен
- Стјепан Митров Љубиша, српски књижевник и политичар
- Спиридон Шпиро Боцарић, српски сликар
- Мирослав Лукетић, црногорски историчар
- Стеван Лукетић, хрватски вајар
- Марко Царевић, црногорски политичар и привредник
- Висарион Љубиша, митрополит црногорско-приморски Српске Православне Цркве
- Крсто Ивановић, венецијански историчар млетачке опере и мелодраме, аутор неколико либерта
- Стефан Зановић Ханибал, српски књижевник и пустолов
- Игор Глушчевић, црногорски фудбалер
- Антун Којовић, црногорски писац и француски свештеник

## Партнерски градови
Будва је побратимљена са сљедећим општинама:
- Стари град, Сарајево,Босна и Херцеговина
- Лакташи, Босна и Херцеговина
- Праг, Чешка
- Валашке Мезиржичи, Чешка
- Макарска, Хрватска
- Пакрац, Хрватска
- Римини, Италија
- Петачато, Италија
- Охрид, Сјеверна Македонија
- Москва, Русија
- Банска Бистрица, Словачка
- Цеље, Словенија
- Велика Плана, Србија
- Нови Сад, Србија
- Чукарица, Србија
- Кијев, Украјина

## Галерија
- Поглед са бедема
- Стара Будва
- Стара Будва
- Стара Будва
- Стара Будва
- Кула бедема Старог Града
- Словенска плажа
- Плажа Јаз
- Гимназијалци осликавају мурал у Савичића потоку, поводом „Дана планете Земље”
- Мурали у Савичића потоку